# Argentina nos Jogos Pan-Americanos de 1963
A Argentina competiu nos Jogos Pan-Americanos de 1963, em São Paulo, no Brasil.